# Иванов, Анатолий Георгиевич (Герой Российской Федерации)
Анатолий Георгиевич Иванов (род. 1 апреля 1983, Средний Шургуял) — российский военнослужащий, младший лейтенант. Командир противотанкового взвода 108-го десантно-штурмового полка 7-й гвардейской десантно-штурмовой дивизии. Герой Российской Федерации (2024).

## Биография
Родился 1 апреля 1983 года в деревне Средний Шургуял Куженерского района Марийской АССР. В 2000 году окончил Шорсолинскую среднюю школу.
С 2001 по 2003 год проходил срочную службу в мотострелковой дивизии в Чечне. В 2008 году участвовал в российском вторжении в Грузию. В 2014 — в российской аннексии Крыма. В 2018 году принимал участие в ходе военной операции России в Сирии. С 24 февраля 2022 года принимает участие в российском вторжении на Украину.
В 2024 году Иванов удостоен звания «Герой России». «Золотую Звезду» Героя России ему лично вручил Владимир Путин.
Женат, двое детей.